# Đào Xử Trung
Đào Xử Trung (tiếng Trung: 陶處中), không rõ quê quán, là một đại thần nhà Lý trong lịch sử Việt Nam.

## Tiểu sử
Năm 1028, vua Lý Thái Tông lên ngôi, dẹp loạn ba vương, phong thưởng quần thần. Đào Xử Trung được phong chức Thái bảo, chỉ đứng sau Lương Nhậm Văn và Đinh Ngô Thượng.
Năm 1043, giặc biển người Chiêm Thành đi thuyền vào cướp bóc dân ven biển. Lý Thái Tông sai Đào Xử Trung đi đánh, dẹp yên. Không rõ lúc này Đào Xử Trung giữ chức vụ gì, sau đó cũng không còn ghi chép.

## Nhận xét
Lê Tung nhận xét: ...Còn những bậc như Đào Cam Mộc, Đào Thạc Phụ, Lương Nhậm Văn, Đào Xử Trung, Lý Đạo Kỷ, Liêu Gia Trinh, Kim Anh Kiệt, Tào Lương Hàn, Dương Cảnh Thông, Nguỵ Trọng Hoằng, Lưu Vũ Nễ, Lý Công Bình, Hoàng Nghĩa Hiền, Lý Kính Tu, không biết can vua để nêu tục tốt, cho nên chính trị không được bằng đời cổ là phải.